# العلاقات النمساوية البالاوية
العلاقات النمساوية البالاوية هي العلاقات الثنائية التي تجمع بين النمسا وبالاو.

## مقارنة بين البلدين
هذه مقارنة عامة ومرجعية للدولتين:
| وجه المقارنة                                              | النمسا                                                    | بالاو                         |
| --------------------------------------------------------- | --------------------------------------------------------- | ----------------------------- |
| المساحة (كم2)                                             | 83.86 ألف                                                 | 465                           |
| عدد السكان (نسمة)                                         | 8.81 مليون                                                | 21.73 ألف                     |
| الكثافة السكانية (ن./كم²)                                 | 105.06                                                    | 4.67 ألف                      |
| العاصمة                                                   | فيينا                                                     | نغيرولمود، كورور              |
| اللغة الرسمية                                             | اللغة الألمانية، لغة الإشارة النمساوية ‏                   | لغة إنجليزية، اللغة البالاوية |
| العملة                                                    | يورو، شلن نمساوي، رايخ مارك، شلن نمساوي                   | دولار أمريكي                  |
| الناتج المحلي الإجمالي (بليون دولار)                      | 416.60 مليار                                              | 291.54 مليون                  |
| الناتج المحلي الإجمالي (تعادل القوة الشرائية) بليون دولار | 426.99 مليار                                              | 326.12 مليون                  |
| الناتج المحلي الإجمالي الاسمي للفرد دولار أمريكي          | 43.77 ألف                                                 | 13.50 ألف                     |
| الناتج المحلي الإجمالي للفرد دولار أمريكي                 | 47.68 ألف                                                 | 14.76 ألف                     |
| مؤشر التنمية البشرية                                      | 0.885                                                     | 0.780                         |
| رمز المكالمات الدولي                                      | +43                                                       | +680                          |
| رمز الإنترنت                                              | .at                                                       | .pw                           |
| المنطقة الزمنية                                           | توقيت وسط أوروبا، ت ع م+01:00، ت ع م+02:00، أوروبا/فيينا ‏ | ت ع م+09:00                   |

## منظمات دولية مشتركة
يشترك البلدان في عضوية مجموعة من المنظمات الدولية، منها:
| علم المنظمة | اسم المنظمة                        | تاريخ انضمام النمسا | تاريخ انضمام بالاو |
| ----------- | ---------------------------------- | ------------------- | ------------------ |
|             | مؤسسة التنمية الدولية              | 28 يونيو 1961       | 16 ديسمبر 1997     |
|             | الأمم المتحدة                      | 14 ديسمبر 1955      | 15 ديسمبر 1994     |
|             | البنك الدولي للإنشاء والتعمير      | 27 أغسطس 1948       | 16 ديسمبر 1997     |
|             | بنك التنمية الآسيوي                | 1966                | 2003               |
|             | منظمة حظر الأسلحة الكيميائية       | ?                   | ?                  |
|             | مؤسسة التمويل الدولية              | 28 سبتمبر 1956      | 16 ديسمبر 1997     |
|             | وكالة ضمان الاستثمار متعدد الأطراف | 16 ديسمبر 1997      | 16 ديسمبر 1997     |
|             | يونسكو                             | 13 أغسطس 1948       | 20 سبتمبر 1999     |

## وصلات خارجية
- موقع وزارة الخارجية النمساوية